# Charlton-on-Otmoor
Charlton-on-Otmoor is een civil parish in het bestuurlijke gebied Cherwell, in het Engelse graafschap Oxfordshire met 449 inwoners.